# Nitrering (verestering)
Een nitrering is een organische reactie waarbij een alcoholfunctie wordt veresterd met salpeterzuur en op die manier wordt omgezet in een nitraatester.

## Reactiemechanisme
Aangezien salpeterzuur een sterk zuur is, wordt de hydroxylgroep van het alcohol geprotoneerd (waarbij water als goede leaving group ontstaat), waardoor het nitraat-anion als nucleofiel kan optreden en water kan uitstoten.
Vaak wordt gebruikgemaakt van nitreerzuur (een mengsel van zwavelzuur en salpeterzuur) om een dergelijke nitrering uit te voeren. Hier is het mechanisme gebaseerd op de vorming van een elektrofiel nitronium-ion, dat aangevallen wordt door de nucleofiele hydroxylgroep van het alcohol:

## Toepassingen
Nitreringen worden vaak toegepast om explosieve materialen te vormen. Zo kan cellulosenitraat (in de volksmond schietkatoen genoemd) gemakkelijk bereid worden door cellulose te behandelen met salpeterzuur of nitreerzuur en de resulterende vaste stof te laten drogen:
Nitroglycerine, een zeer krachtige vloeibare springstof, wordt evenzo bereid door glycerine te nitreren met nitreerzuur. Andere stoffen die bereid worden via nitrering zijn mannitolhexanitraat en nitrozetmeel.